# Moussaka
La moussaka (en turc : musakka ; en grec : μουσακάς / mousakás ; en arabe : مسقعة est un plat d'origine turque composé principalement d'aubergines et d'un hachis de viande.

## Étymologie
Le terme  Mùzàkkà le plus ancien apparait en 1862 dans l'ouvrage de Turabi Effendi intitulé Turkish cookery book.
Le mot moussaka viendrait de l’arabe musaqqaʿa (مسقعة), un plat à base d'aubergines et de viande, qui est passé du turc ottoman vers les langues balkaniques comme le grec ,.

## Composition connue en 1862
Voici la recette datant de 1862 et telle que transcrite dans la traduction anglaise de 1864 :
- 450 à 900 g de gigot d’agneau ou de mouton cru, très finement haché

- 2 à 3 oignons finement hachés

- 60 à 90 g de beurre frais

- Un peu de sel

- 2 à 3 cuillères à soupe de persil haché

- 3 à 4 aubergines coupées dans le sens de la longueur

- Au moins 500 ml de bouillon

## Variantes

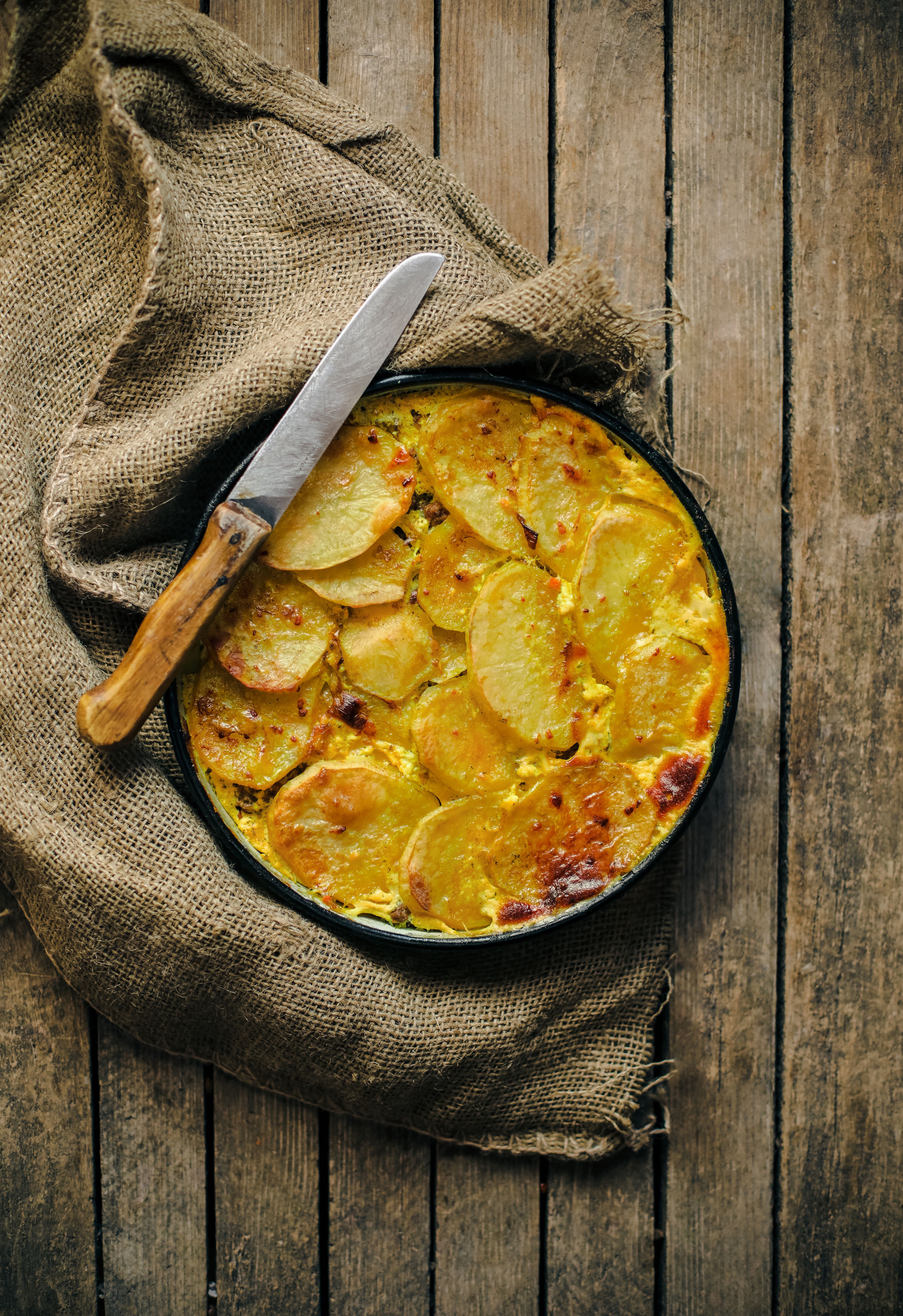
Moussaka macédonienne à base de pommes de terre.

La version grecque et moderne du plat, datant de 1910 et due au cuisinier Nikólaos Tselementés, est la plus connue en dehors de la région ; elle consiste traditionnellement en des couches de viande de mouton hachée, des tranches d'aubergines et de tomate, recouverts d'une sauce blanche et mise au four.
La version égyptienne est composée de couches alternant des aubergines grillées, des tomates et de la viande de bœuf haché, sans sauce béchamel.
Il existe aussi des variantes avec des courgettes, des carottes et des pommes de terre.
La moussaka libanaise, également appelée maghmour, est une ratatouille d'aubergines grillées cuite avec des tomates et des pois chiches qui se sert froide en mezze.
De manière générale, dans le monde arabe, la moussaka est une salade cuite faite de tomates et aubergines, similaire à la caponata italienne et habituellement servie froide comme mezze.
Les variantes macédonienne, albanaise, bulgare, serbe, bosniaque, monténégrine et roumaine sont préparées avec des pommes de terre ou des courgettes, et non des aubergines. Elles ne contiennent pas non plus de sauce blanche.
Dans toutes ces variantes, on ajoute généralement des herbes (origan, thym, feuilles de laurier…) et des épices (cannelle, piment de la Jamaïque, poivre noir…).
Enfin, on trouve fréquemment en Europe de l'Ouest des variantes de moussaka où la viande de mouton est remplacée par de la viande de bœuf, et le plat recouvert de fromage à gratiner ou d'une sauce béchamel.

## Au cinéma
- Dans le film Le Casse, d'Henri Verneuil (1971), tourné en Grèce, le policier Zacharia (Omar Sharif) fait découvrir ce plat au cambrioleur Azad (Jean-Paul Belmondo).
- Dans le film d'animation des studios Disney Hercule (1997), le dieu Hadès s'étouffe en disant « C'est comme mettre du ketchup dans la moussaka ! »
- Une monstrueuse moussaka envahit les rues d'Athènes dans le film parodique de science-fiction L'Attaque de la moussaka géante (1999), réalisé par le Grec Pános Koútras.
- Dans Mariage à la grecque (2000) de Nia Vardalos, le mot est mal compris et interprété moose caca (« caca d'orignal »).

## Galerie

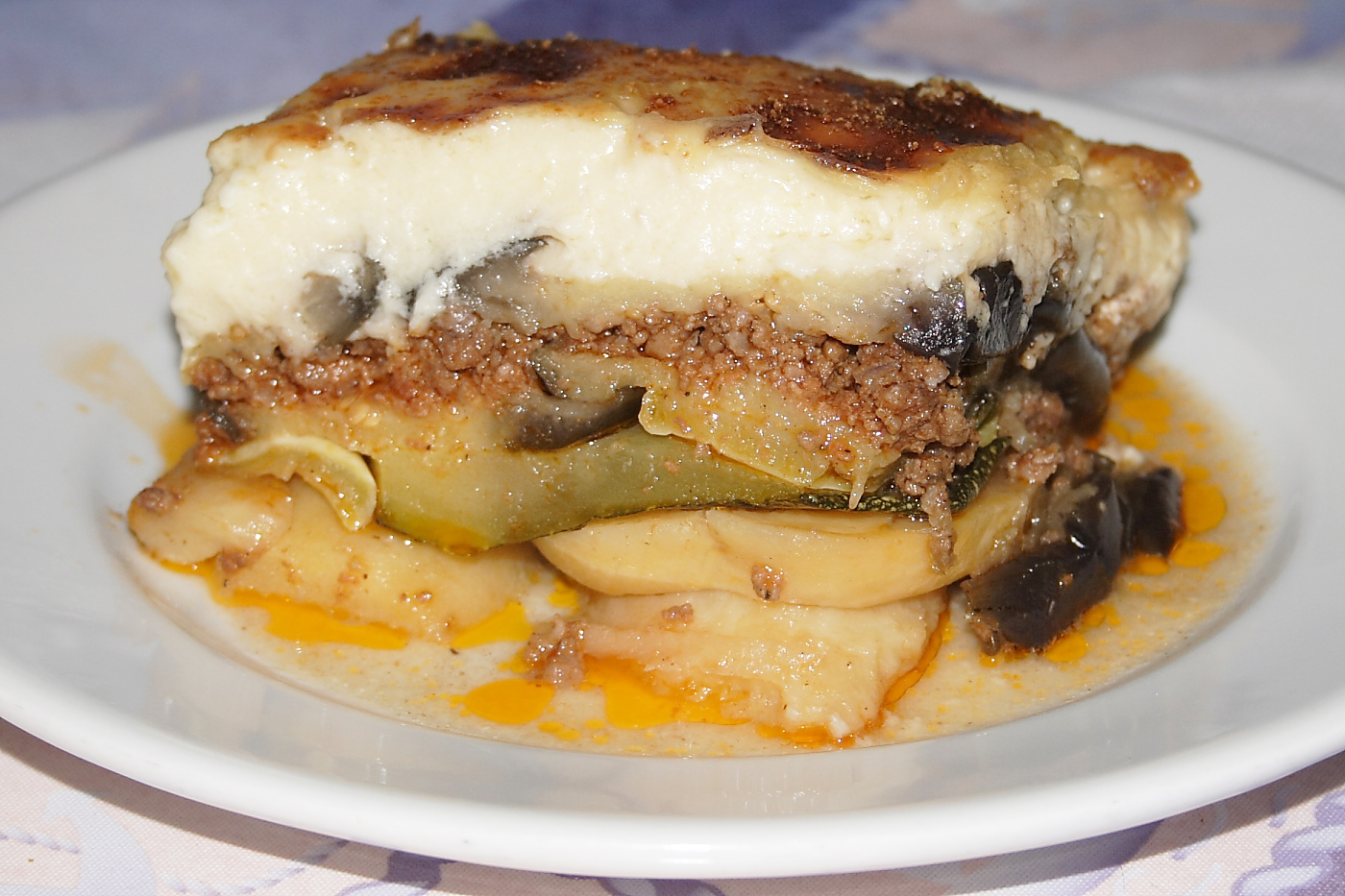
Assiette de moussaka.
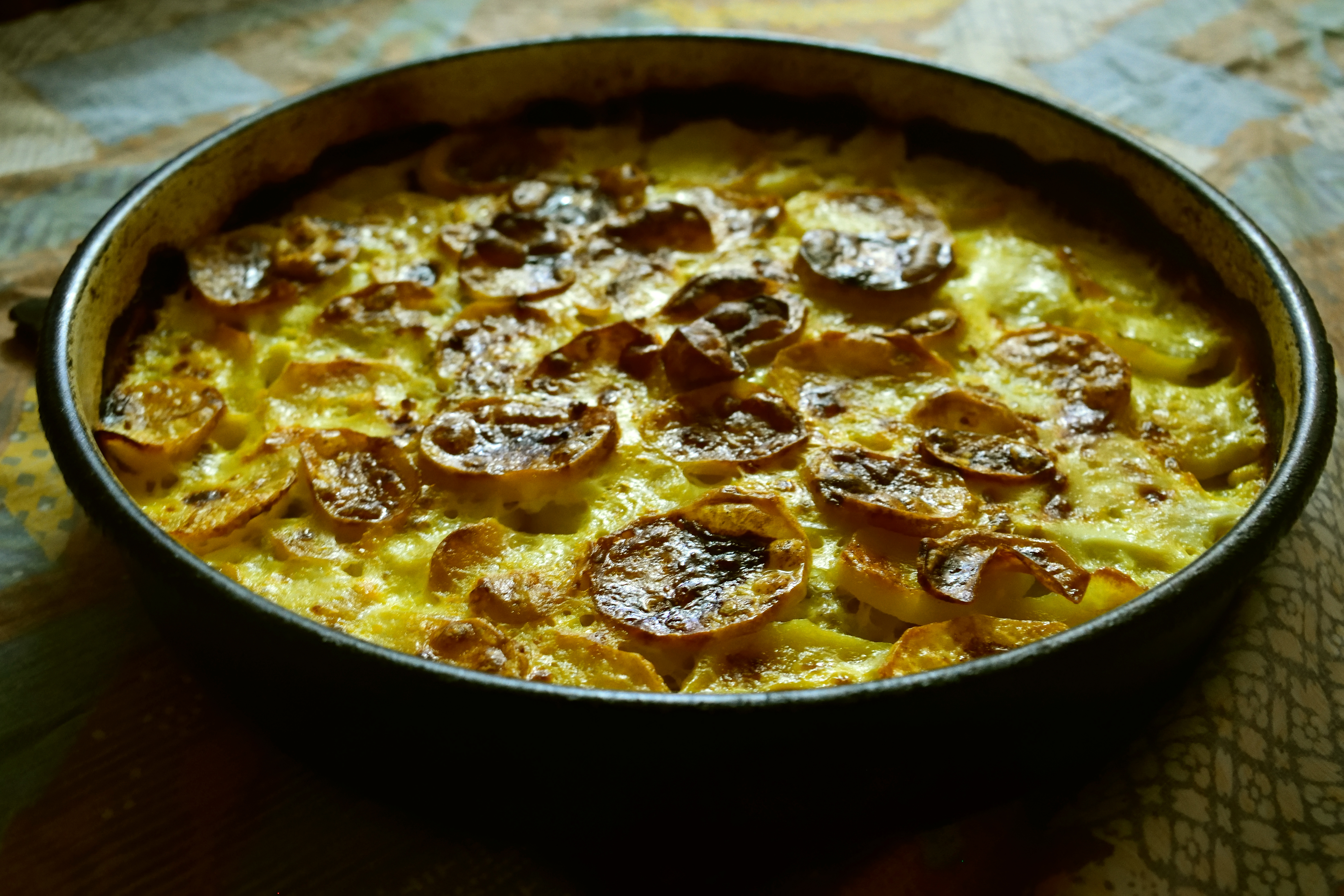
Moussaka.
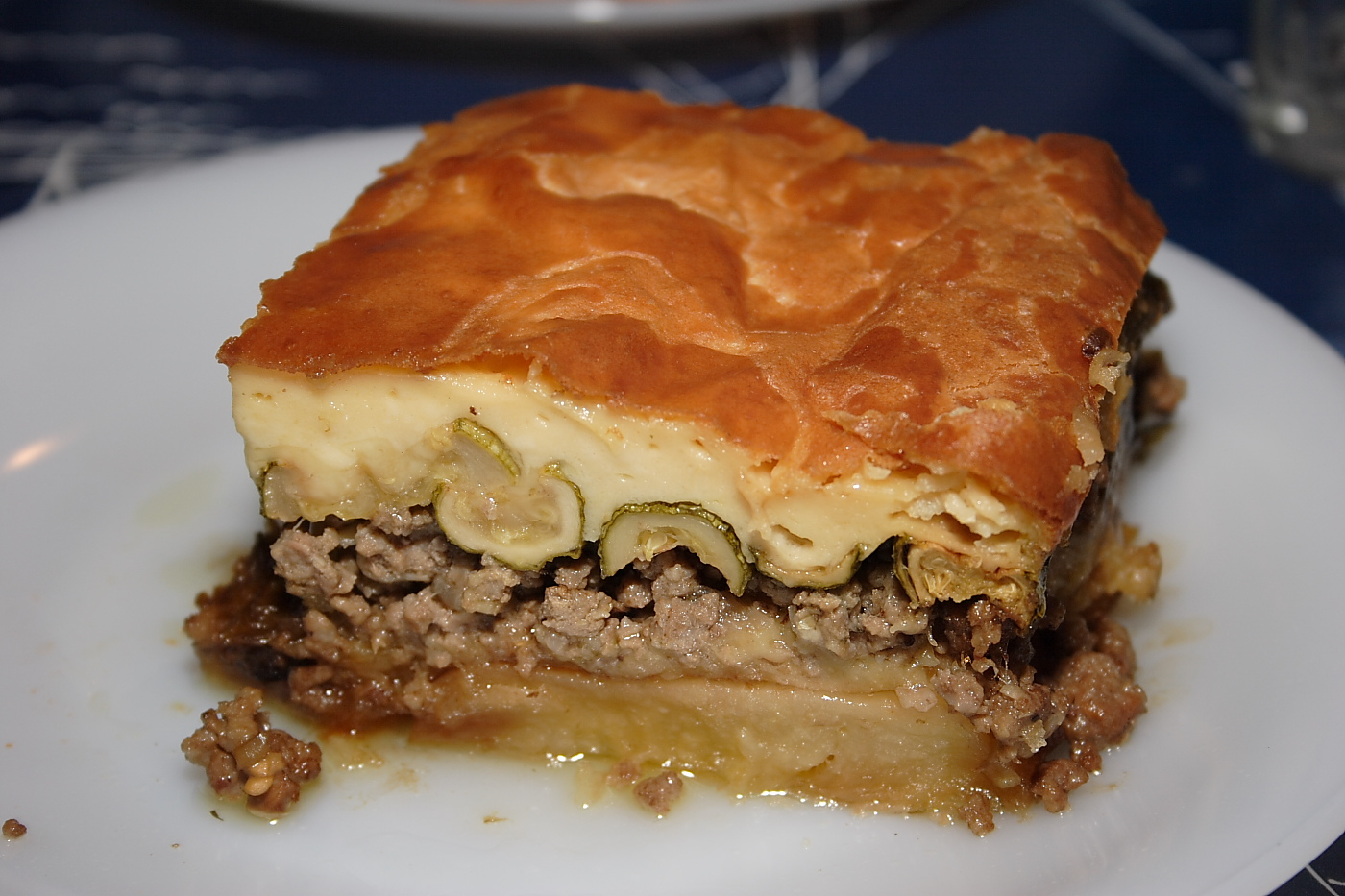
Part de moussaka.